# Poštena uporaba
Poštena uporaba (engl. fair use) doktrina je u američkom autorskom pravu (United States copyright law) koja dopušta ograničenu uporabu materijala zaštićenog autorskim pravom (copyright) bez prethodnog dopuštenja nositelja tog prava (autora), u svrhe obrazovanja, recenzija i sl. U kontinentalnom pravnom krugu postoje drugačija ograničenja i iznimke autorskih prava.
Poštena uporaba dio je Američkog zakona o autorskom pravu, odjeljak 107. (Section 107) koji dopušta uporabu zaštićenog materijala nekog autora u djelu drugog autora pod određenim uvjetima bez prethodno izdane licence. Mnoge druge države anglosaksonskog pravnog kruga imaju u svojom zakonodavstvu slične odredbe koje daju uporabu zaštićenog materijala u pojedinim specifičnim uvjetima, a ti termini su obično navedeni u zakonima za zaštitu autorskih prava (eng. Copyright legislation), no ti izuzeci u zakonu su restriktivniji u nekim slučajevima nego američka pravedna uporaba. Tako na primjer postoje definicije koje odgovaraju pravednoj uporabi u sljedećim zakonima:
- Information Society Directive (Directive 2001/29/EC of 22 May 2001)
- Copyright, Designs and Patents Act 1988 (UK)
- New Zealand Copyright Act 1994